# Irene av Hessen
Irene av Hessen, född 1866 i Darmstadt, död 1953 på godset Hemmelmarck, var genom äktenskap en preussisk prinsessa.

## Biografi
Hon var dotter till storhertig Ludvig IV av Hessen och hans hustru Alice av Storbritannien, gift 1888 på slottet Charlottenburg i Berlin med sin kusin, prins Henrik av Preussen (1862-1929), son till kejsar Fredrik III av Tyskland.
Irene och Henrik gifte sig med varandra av kärlek och efter eget beslut och deras förhållande blev lyckligt. De blev i familjekretsen kända som "De älskvärda" för sin charm och sitt lyckliga hemliv. Irene kom väl överens med sin svärmor, men chockerade henne dock genom att inte täcka över sig under sin graviditet, vilket på den tiden var vanligt, och paret förvånade även sina politiskt intresserade svärföräldrar genom att strunta i politik och aldrig läsa tidningen. 
År 1908 hjälpte hon till att arrangera äktenskapet mellan Maria Pavlovna av Ryssland och svenske prins Wilhelm, något Maria Pavlova senare förebrådde henne. Efter tyska revolutionen 1918 valde paret att fortsätta att bo på sin egendom Hemmelmark i nordvästra Tyskland. 
År 1920 arrangerades ett möte med Anna Anderson, som påstod sig vara hennes döda systerdotter storfurstinnan Anastasia av Ryssland, i ett försök att göra en identifikation. Irene förnekade all likhet mellan Anna Anderson och storfurstinnan Anastasia, men medgav att Andersson dock vagt liknade Anastasias syster Tatjana. 
Irene bar på generna för hemofili, som hon förde vidare genom sina barn.

## Barn
- Waldemar (1889-  maj 1945 (död av komplikationer i samband med blödarsjuka); gift 1919 med Calixta Agnes zur Lippe (1895-1982). Barnlösa.
- Sigismund (1896-1978); gift 1919 med Charlotte Agnes av Sachsen-Altenburg (1899-1989). Emigrerade på 1920-talet till Costa Rica.
- Heinrich Viktor (1900-1904) dog av blödarsjuka